# HD 218566
HD 218566は、うお座の方角に約94光年の距離にある恒星である。見かけの等級は8.6で、肉眼でみることはできないが、小型の望遠鏡があればみることができる。HD 218566の周囲では、1つの太陽系外惑星が発見されている。

## 特徴
| 太陽 | HD 218566 |
| ---- | --------- |
| 太陽 | Exoplanet |

HD 218566は、太陽よりも小さい恒星で、質量は太陽の8割程度、半径は太陽の8-9割とみられる。K型主系列星で、スペクトル型はK3 Vとされ、光度は太陽の3-4割、表面温度は4,730Kと推定される。この温度で、HD 218566の光球面は橙色に輝いている。
太陽と比べると、HD 218566は金属量、つまり水素とヘリウムよりも質量数の大きい元素の量が、とても多い。水素を基準とした相対的な鉄の存在比では、太陽の1.9倍の量がある。年齢は、太陽より古いとみられ、およそ85億年と見積もられているが、分析によっては、22億年以下や115億年とばらつきがある。
HD 218566は、天の川銀河の中で薄い円盤に属する恒星である。空間速度は、{\displaystyle (U,V,W)=(77,-61,-8)} km/sと求められている。銀河系内を離心率0.36、銀河系中心からの距離が近いときで1万4千光年、遠いときで3万光年という軌道で回転している。軌道は銀河面に対して多少傾いており、最大で600光年程度銀河面から離れる。

## 惑星系
2010年、リック-カーネギー系外惑星サーベイによって、ケック天文台における視線速度法の観測から、HD 218566の周りを公転する天体の存在を示す、視線速度変化が検出された。分析の結果、この天体は225.7日周期で離心率0.3、軌道長半径0.69 auというケプラー運動をしており、下限質量が木星の0.2倍という惑星HD 218566 bであるとわかった。HD 218566の周りには、他に惑星が存在することを示唆する情報はみつかっていない。
| 名称 （恒星に近い順） | 質量      | 軌道長半径 （天文単位） | 公転周期 (日) | 軌道離心率  | 軌道傾斜角 | 半径 |
| --------------------- | --------- | ----------------------- | ------------- | ----------- | ---------- | ---- |
| b (Ugarit)            | > 0.20 MJ | 0.69 ± 0.01             | 225.7 ± 0.4   | 0.30 ± 0.10 | —          | —    |

## 名称
2019年、世界中の全ての国または地域に1つの系外惑星系を命名する機会を提供する「IAU100 Name ExoWorldsプロジェクト」において、HD 218566とHD 218566 bはシリア・アラブ共和国に割り当てられる系外惑星系となった。このプロジェクトは、「国際天文学連合100周年事業」の一環として計画されたイベントの1つで、シリア国内での選考、国際天文学連合 (IAU) への提案を経て、太陽系外惑星とその母星に固有名が承認されるものであった。2019年12月17日、IAUから最終結果が公表され、HD 218566はEbla、HD 218566 bはUgaritと命名された。Eblaは、シリア最古の王国の一つで、紀元前3千年紀から紀元前2千年紀にかけて繁栄したエブラのこと。Ugaritは、シリアの古代都市で、独自の表音文字で知られるウガリトのことである。